# Frédéric Haziza
Pour les articles homonymes, voir Haziza.
Frédéric Haziza est un journaliste et animateur de télévision français, né le 6 décembre 1960 à Marnia (aujourd'hui Maghnia), en Algérie. 

## Biographie

### Milieu familial
Frédéric Haziza est le fils d'Isaac Haziza, d'une famille juive d'Algérie, et d'Huguette Lancner, d'une famille juive de Pologne agnostique et communiste. Ses parents se sont rencontrés et mariés en 1960 à Paris, où son père était venu se soigner. Celui-ci, enseignant pendant trois ans dans les écoles de Maghnia, parlait judéo-arabe avec ses parents, tandis que sa mère parlait le yiddish avec les siens. Son grand-père maternel Majloch Lancner, né en 1903 en Pologne, a émigré en France avec sa famille pendant la guerre. Le fils de Frédéric Haziza, David-Isaac Haziza, relate dans le magazine Slate que Majloch Lancner, « engagé volontaire dans l'armée française, a été envoyé à Auschwitz par le convoi no 5 du 28 juin 1942, parti du camp de transit de Beaune-la-Rolande où il était interné, qu’il y a été assassiné, semble-t-il pour s'être rebellé, le 7 juillet 1942 » [source insuffisante].

### Carrière journalistique
Diplômé en 1986 de l'école de techniciens en informatique, Supinfo[réf. nécessaire], il entre à Radio J la même année. Il y crée et anime l'émission politique Le Forum Radio J à partir de 1988, puis devient chef du service politique de l'antenne en 2001.
Frédéric Haziza devient ensuite journaliste-éditorialiste sur LCP-AN où il a animé, de 2003 à 2018, Questions d'info (avec la collaboration de Françoise Fressoz du Monde, Frédéric Dumoulin de l'AFP et Marie-Ève Malouines de France Info), Entre les lignes (en partenariat avec Le Journal du dimanche, Le Nouvel Observateur, Le Figaro Magazine, Le Point et Marianne) et Le député du jour. Ses émissions n'ont pas été reconduites à la rentrée 2018.
Il collabore au Canard enchaîné à partir de 1991, en particulier pour la rubrique « La mare aux Canards ». Christophe Nobili le présente comme le « tuyauteur historique » du journal. En janvier 2025, Mediapart révèle qu'il est l'un des pigistes les mieux traités : un salaire fixe de 100 000 euros par an et les mêmes avantages que les autres journalistes. Brice Hortefeux, ministre des gouvernements Fillon, est régulièrement évoqué comme étant l'une des « sources » les plus importantes des piges de Frédéric Haziza pour le journal satirique,,. 
Dans une tribune de Libération d'avril 2008, il appelle « la communauté juive de France » à soutenir Ehud Olmert, Premier ministre d'Israël, qui avait participé cinq mois plus tôt à la conférence d'Annapolis pour la paix au Moyen-Orient, s'étant prononcé pour un compromis territorial passant par la création d'un État palestinien. Dans cette même tribune, il suggère également de demander la dissolution de la Ligue de défense juive qui avait perturbé à Paris une rencontre entre le président de l'État d'Israël, Shimon Peres, et la communauté juive. Il portera plainte après avoir reçu des menaces consécutives à cette tribune et tentera de clarifier sa position vis-à-vis d'Israël sur Radio J[source insuffisante].
En mars 2011 il est à l'initiative de l'invitation de Marine Le Pen dans son émission sur Radio J. Cinq jours avant, la station annonce annuler l'interview : l'annonce de cet entretien avait suscité de vives réactions dans la communauté juive,. Frédéric Haziza indique à Libération : « [...] je voulais faire mon travail de journaliste, cela se termine comme ça. Cette invitation prenait des proportions trop importantes. »
En mars 2012, après une interview houleuse de Jacques Cheminade, candidat à l'élection présidentielle, la chaîne LCP-AN reçoit des dizaines de messages d'indignation.
Il devient alors médiatiquement connu pour être la cible d'attaques concernant sa judéité, son soutien à Israël[source insuffisante], son manque de déontologie journalistique et la partialité qui en découlerait.
En novembre 2012, il refuse d'inviter Alain Soral sur le plateau de son émission sur LCP-AN. Le 25 juillet 2013, il demande la fermeture du site Égalité et Réconciliation. S'ensuit une campagne de dénigrement à connotation antisémite contre lui sur les réseaux sociaux,. Une pétition réclamant son renvoi de LCP-AN est par ailleurs lancée fin juillet 2013 sur Change.org et signée par près de 20 000 personnes ; elle est notamment reprise par Serge Ayoub sur Twitter et par le site d'Alain Soral Égalité et Réconciliation,,.
En janvier 2014, il consacre un livre à la « nébuleuse » politique autour de Dieudonné, Serge Ayoub et Alain Soral : Vol au-dessus d'un nid de fachos, publié chez Fayard,.
Le mois suivant, à l'occasion du Prix du livre politique, un vif échange l'oppose à Nicolas Dupont-Aignan. Ce dernier lui reproche la « calomnie » d'un passage de son livre. En cause, la double appartenance concomitante de Marion Sigaut à la direction de Debout la République et à Égalité et Réconciliation.
Dans une tribune publiée le 26 mars 2014 par le Huffington Post, intitulée « Quand l'obsession conduit à la faute morale », il a reproché à Pascal Boniface, directeur de l'Institut de relations internationales et stratégiques, de s'être acharné à « relativiser dans son livre La France malade du conflit israélo-arabe le mobile antisémite de Fofana et de son gang des barbares, les assassins d'Ilan Halimi », en parlant de l'« obsession juive » de Boniface et en l'accusant de « flirter avec un antisémitisme pernicieux ». Celui-ci en retour le taxe de « malhonnêteté intellectuelle » et lui reproche d'avoir « fait de cette question la grille de lecture principale – pour ne pas dire unique – de sa vision de l'actualité ». En mars 2014, une pétition qui dénonce un « climat de maccarthysme » est organisée pour soutenir Pascal Boniface et signée par diverses personnalités (élus, journalistes, etc.). À la suite d'une protestation de Pascal Boniface qui s'estimait régulièrement attaqué par Frédéric Haziza dans son émission Forum Radio J sans se voir accorder de droit de réponse, le Conseil supérieur de l'audiovisuel a délibéré le 27 janvier 2016 que les interventions de Frédéric Haziza à l'encontre de Pascal Boniface revêtaient « un caractère excessif et répétitif », mais qu'elles « ne constituaient pas un manquement caractérisé de la radio à ses obligations en matière de droits et libertés ». Le CSA a toutefois appelé la radio à « bannir les propos outranciers relevant plus de l'attaque personnelle que de la liberté de débattre et pouvant verser dans l'atteinte aux droits de la personne, relatifs notamment à son honneur et sa réputation ».
En 2014, le média Acrimed et le magazine Politis ont reproché à Frédéric Haziza ses méthodes et ce qu'ils considèrent être des manquements à la déontologie journalistique,.
Le 7 mars 2016, en marge du dîner du CRIF, Frédéric Haziza donne un coup de poing à Vincent Lapierre, reporter de la web-télévision d'Égalité et Réconciliation, peu après l'avoir sommé de quitter les lieux et menacé de détruire sa caméra. Une plainte a été déposée mais fut classée sans suite.
Le 17 décembre 2016, le journaliste Edwy Plenel est qualifié d'« ennemi de la nation » dans l'émission Entre les lignes sur LCP-AN par un intervenant, Frédéric Encel, qui répond à l'invitation de Frédéric Haziza de nommer les « ennemis de l'intérieur ». Edwy Plenel saisit le lendemain le Conseil supérieur de l’audiovisuel pour dénoncer une incitation à la violence puis il saisit également le 21 décembre le bureau de l'Assemblée nationale[source insuffisante].
En 2024, le site Arrêt sur images note son obstination à dénigrer La France insoumise, en l'accusant sans cesse d'antisémitisme, allant jusqu'à publier sur son compte Facebook un photomontage mettant en scène Mathilde Panot avec Hitler ou à obtenir d'Éric Dupond-Moretti qu'il interroge que celui-ci dise que « Mélenchon est une ordure antisémite ». Au sujet d'une vidéo qu'il a tournée lors d'une manifestation, et dans laquelle on le voit traiter la personne pro-palestinienne qu'il interviewe de « menteur à raconter des conneries », le Conseil de déontologie journalistique et de médiation considère que sa démarche « s'apparente à l'intention de nuire » avec une « posture militante ».
Le 17 juin 2025, il interpelle les députés LFI Alma Dufour et Arnaud Le Gall lors d'un point presse dans la salle des Quatre Colonnes de l'Assemblée nationale : « De toute façon, vous êtes le porte-parole du Hamas, du Hezbollah et de l'Iran ! »

## Plainte pour agression sexuelle
Fin novembre 2017, une plainte en justice est déposée contre Frédéric Haziza, l'accusant d'avoir commis une agression sexuelle le 20 novembre 2014, dans l'espace de travail de la rédaction de LCP-AN, contre Astrid de Villaines, journaliste de LCP-AN,. Le site BuzzFeed s'est procuré une copie de la plainte, où l'on peut lire : « Je lui ai redemandé de libérer le passage, mais monsieur Haziza a insisté pour que je passe devant lui, sans qu'il ne bouge du passage. Je suis donc passée devant lui, face à face. Monsieur Haziza a alors tendu son bras droit, autour de ma taille. Sa main s'est alors retrouvée au niveau de mes fesses, côté gauche, en l'appuyant fortement. Dans le même temps, Monsieur Haziza m'a pincé la fesse gauche ».
Interviewés par BuzzFeed, deux journalistes de LCP-AN présents au moment des faits témoignent pour l'un : « Je l'ai vu lui attraper la fesse. Elle est partie très choquée », et pour l'autre : « J'étais juste derrière eux deux. Lorsqu'Astrid est passée, Frédéric lui a donné une fessée. J'ai juste entendu le bruit et Astrid crier : “Ça va pas Fred, t'es pas bien ? On est en 2014 !” ».
L'article de BuzzFeed présente une déclaration écrite du 26 novembre 2014 du Comité d'hygiène, de sécurité et des conditions de travail (CHSCT) de LCP-AN, affirmant que de « tels gestes sont inacceptables » mais cite aussi la version d'Éric Moniot, secrétaire général de LCP-AN à l'époque, selon qui Frédéric Haziza, « convoqué par la direction », avait « affirmé avoir voulu plaisanter » et « récusé la connotation sexuelle de son geste. Comprenant qu'il avait pu blesser sa consœur, il avait présenté aussitôt des excuses devant toute la rédaction ». Comme sanction, il reçoit un simple avertissement de la direction.
Jacqueline Laffont, avocate du journaliste, déclare : « Frédéric Haziza a toujours contesté la version des faits donnée par Astrid de Villaines, que ce soit celle qu'elle a livrée il y a 3 ans ou celle, différente, qu'elle semble donner aujourd'hui dans la plainte pénale ».
À la suite de cette plainte déposée par Astrid de Villaines, la Société des journalistes (SDJ) de LCP-AN a demandé un « retrait de l'antenne ainsi qu'une mise à pied à titre conservatoire de Frédéric Haziza ». Le parquet de Paris a ouvert une enquête préliminaire le 19 novembre.
Le 21 novembre 2017, Frédéric Haziza est suspendu d'antenne de LCP-AN,. Le même jour, il publie un tweet où il présente, cette fois publiquement, ses excuses à sa collègue de travail, et affirme qu'il ne voulait pas la blesser ni l'outrager.
Le lendemain, Bernard-Henri Lévy lui apporte son soutien : « Qui nous fera croire qu'Haziza est le Weinstein français ? Et comment mettre un signe égal entre ce qui lui est reproché et ce dont on accuse Ramadan? Amitié à Frederic #Haziza. »
BuzzFeed affirme avoir contacté « douze salariés anciens et actuels de la chaîne » qui estiment que Frédéric Haziza était « coutumier de propos et comportements déplacés » et qui dénoncent « l'influence » et « l'impunité » de ce dernier. Le Monde, analysant l'article de BuzzFeed, estime qu'il y a eu « absence de réaction » du conseil d'administration de la chaîne parlementaire lors de la réunion de décembre 2016 au cours de laquelle la député écologiste Isabelle Attard a introduit le sujet du harcèlement sexuel. Cependant, le compte rendu de la réunion rapporte que la présidente de LCP-AN a rappelé l'attachement de la chaîne au respect de la loi et a conseillé à Isabelle Attard de diriger la personne concernée vers le CHSCT et le référent en risques psychosociaux de LCP-AN, « qui sauront être à l'écoute en toute confidentialité ».
Fin décembre 2017, la direction, s'appuyant sur un rapport d'enquête interne, prend la décision de réintégrer Frédéric Haziza en janvier 2018. La Société des journalistes de LCP-AN s'indigne de cette décision. Elle signale que le personnel n'a reçu qu'une synthèse du rapport d'enquête et que celle-ci est contestée par une partie des journalistes. Elle note aussi que ce document a été envoyé par mail « à la veille des congés » de fin d'année, le 21 décembre 2017. Pour Me Jacqueline Laffont, avocate de Frédéric Haziza, ces journalistes bafouent la présomption d'innocence. Elle affirme aussi qu'en 2014, Haziza avait reçu un avertissement de la direction pour les faits reprochés et que la plaignante, Astrid de Villaines, avait jugé acceptable à l'époque que l'incident soit réglé de cette façon. Et elle rajoute : « Un expert indépendant a conclu à des blagues lourdingues [...] Tout n'est pas pénal. Quelqu'un qui est lourd, on le remet à sa place, éventuellement on lui met une claque ». Jacqueline Laffont déclare trouver curieux qu'Astrid de Villaines ait finalement porté plainte contre Haziza, « un jour avant la fin du délai de prescription », alors que l'affaire Harvey Weinstein bat son plein,. La plaignante indique de son côté que c'est cette affaire qui lui a donné le courage de porter plainte, ayant à surmonter sa « honte » liée à l'« agression sexuelle » et la peur des conséquences.
Début 2018, le retour à l'antenne de Frédéric Haziza a eu plusieurs conséquences :
- le 8 janvier 2018, les journalistes de LCP-AN ont voté à l'unanimité moins un vote blanc, sur 26 votants, une motion de défiance à l'encontre des dirigeants de la chaîne, Marie-Ève Malouines et Eric Moniot[53] ;
- le 17 janvier, Le Monde et France Info annoncent qu'ils ont mis fin à leur partenariat avec l'émission Questions d'info, présentée chaque jeudi sur LCP-AN par Frédéric Haziza ;
- Astrid de Villaines, qui maintient sa plainte en justice, officialise le 9 février sa demande de bénéficier d'une rupture conventionnelle mais Marie-Ève Malouines, dirigeante de LCP-AN, refuse en affirmant qu'un « accord financier n'est pas possible », ce qui amène la journaliste à annoncer sa démission le 18 février[54].

En juillet 2018, l'affaire judiciaire se conclut par un rappel à la loi à Frédéric Haziza. Astrid de Villaines et son avocat Simon Clemenceau dénoncent dans un communiqué « une offense pour toutes les victimes d'abus sexuels ». Ils n'excluent pas une suite à donner à cette décision. Sur le site La Règle du jeu, Frédéric Haziza se défend en affirmant qu'il n'a « jamais été un agresseur sexuel », évoquant un « pincement aux mollets blagueur ».
Le 25 novembre 2023, il reçoit une gifle après avoir poussé une jeune femme lors d'une manifestation contre les violences faites aux femmes.

## Ouvrages
- Frédéric Haziza, Le Roman de la présidentielle, Paris, Plon, 2001, 281 p. (ISBN 2-259-19396-X).
- Frédéric Haziza, Chirac ou La victoire en pleurant, Paris, Ramsay, 2002, 271 p. (ISBN 2-84114-604-9).
- Frédéric Haziza (avec Marie-Noëlle Lienemann), Ma part d'inventaire, Paris, Le Grand Livre du mois, 2002, 155 p. (ISBN 2-7028-7982-9).
- Frédéric Haziza, Vol au-dessus d'un nid de fachos : Dieudonné, Soral, Ayoub et les autres, Paris, Fayard, 2014, 180 p. (ISBN 978-2-213-68105-4 et 978-2-213-68332-4, lire en ligne).